# بورخا ايكيزا
بورخا ايكيزا (بالإسبانية: Borja Ekiza)‏ (6 مارس 1988 بنبلونة إسبانيا - ) هو لاعب كرة قدم إسباني، يلعب كمدافع.

## وصلات خارجية
بورخا ايكيزا على موقع قاعدة بيانات كرة القدم.إي يو (الإنجليزية)
- بورخا ايكيزا على موقع Soccerbase.com (لاعب) (الإنجليزية)
- بورخا ايكيزا على موقع Soccerway.com (الإنجليزية)
- بورخا ايكيزا على موقع عالم كرة القدم.نت (الإنجليزية)
- بورخا ايكيزا على موقع AS.com (الإسبانية)